# صقر الشبيب
صَقْر بن سالم الشَّبِيب (1894 - 6 أغسطس 1963) شاعر كويتي، ولد في مدينة الكويت من أسرة فقيرة ولم يلبث أن فقد أبويه وهو صغير، ثم أُصيب بمرضٍ في عينيه أودى ببصره وهو في السابعة من عمره، فعاش يتيمًا، فقيرًا، ضريرًا، فلجأ إلى الكتّاب واستظهر القرآن، ثمّ قُيّض له أن يُحسن إليه أحد الأثرياء الذي أُعجب بذكائه، فأرسله على نفقته إلى الأحساء ليتعلّم، فكان يحفظ ما يُقرأ عليه من الأدب العربي، وكان شديد الإعجاب بالمعرّي، فحفظ معظم ما قاله وبخاصّة اللزوميات. عاد من الأحساء وطوّف في المساجد يَقرأ للناس ويُقرأ له من الأدب المعاصر، فأُعجب بأحمد شوقي والمنفلوطي وحافظ إبراهيم والعقّاد. تفتّحت موهبته الشعرية ونبغ فذاع صيته ممّا دعا المؤرخ عبد العزيز الرشيد إلى إطلاق لقب شاعر الكويت عليه. يدعو في آثاره إلى التحرّر وعدم التعصّب، فألّب ذلك عليه أصحاب العقول المتحجّرة، فدبّروا مؤامرة لقتله، فتوسّط له بعض الأصدقاء، فلزم بيته حتى وفاته. له ديوان صقر الشبيب جمعه أحمد البشر الرومي بعد وفاته وأكثر قصائده من الشعر العربي الفصيح. أطلقت دولة الكويت اسمه على مدرسة ابتدائية للبنين في منطقة القادسية.

## سيرته
صقر بن سالم الشبيب الشمري ، ولد في 1894  وتوفي في 6 أغسطس 1963 ، فقد بصره وهو في السابعة من عمره ، كان على علاقة مميزة مع عبد العزيز الرشيد  والشيخ عبد الله السالم الصباح  وأحمد البشر الرومي، وقد سأل عنه وهو في فراش الموت ولكنه كان مسافرا إلى اليمن.
كان بيته مجاورا لبيت أحمد البشر الرومي، وكان أحمد البشر الرومي يقرأ له الكتب ومنها نظرات المنفلوطي وعبراته وبعض كتب الرافعي، وقرأ ديوان المتنبي والمعري.
لاقى العديد من المصاعب في حياته، وكان من الداعين إلى تفهم الإسلام التفهم الصحيح مع يوسف بن عيسى القناعي وأحمد البشر الرومي وعبد الملك الصالح المبيض وعبد العزيز الرشيد.
حفظ القرآن في كتاتيب الكويت، وبعدها انتقل إلى الإحساء لدراسة علوم اللغة العربية والدين.
انزوى على نفسه وذلك بسبب رفض المجتمع لأفكاره، وقد اُتهم بالكفر والإلحاد بسبب تسفيه رجال الدين، وكان من بين ثلاثة شعراء اتهموا بالكفر وهم فهد العسكر وعبد المحسن الرشيد، وقال عن ذلك:
قام أحمد البشر الرومي بجمع أشعاره في ديوان كتب له مقدمة ضمنها ترجمة للشاعر، وقام عبد الله زكريا الأنصاري بدراسة أشعاره حيث تبين له بأنه كان يرى العلم هو الدواء الشافي لكل ما يعانيه المجتمع الكويتي.
في يوم 18 فبراير 2009 أعلنت رابطة الأدباء الكويتيين عن اتفاقها المبدئي مع وزارة المواصلات على إصدار طوابع بريدية تذكارية تخليدا لذكرى رواد الحركة الثقافية وكان هو من ضمن الأسماء المطروحة.

## كتب عنه
- صقر الشبيب مقالة بقلم الأديب عبد الله الطائي
- صقر الشبيب وفلسفته في الحياة، عبد الله زكريا الأنصاري.[10]

## وصلات خارجية
- «صقر الشبيب» بقلـم: أحمد البشر الرومي، من مجلة البيان الكويتية العدد رقم 39، 1 يونيو 1969